# 936 Kunigunde
936 Kunigunde, asteroid glavnog pojasa. Otkrio ga je Karl Wilhelm Reinmuth, 8. rujna 1920.

## Vanjske poveznice
- Minor Planet Center